# Nesbyen
Nesbyen är den enda tätorten i Nesbyens kommun i Buskerud fylke i Norge. Orten ligger i Hallingdal, vid riksväg 7 och Bergenbanan. Den utgör kommunens centralort.